# Acacia squamata
Acacia squamata är en ärtväxtart som beskrevs av John Lindley. Acacia squamata ingår i släktet akacior, och familjen ärtväxter. Inga underarter finns listade i Catalogue of Life.